# Łukasz Jurga
Łukasz Jurga (ur. 7 lipca 1988) – polski lekkoatleta, skoczek o tyczce.
Sześciokrotny finalista mistrzostw Polski w kategorii seniorów na otwartym stadionie, w tym brązowy medalista w 2010. Medalista mistrzostw kraju w kategoriach juniorów i młodzieżowców. 
W 2005 nie zaliczył żadnej wysokości i odpadł w eliminacjach podczas mistrzostw świata juniorów młodszych

## Rekordy życiowe
- skok o tyczce – 5,21 (2008)